# Isabella van Coimbra
Isabella van Coimbra (1 maart 1432 - Évora, 2 december 1455) was van 1447 tot aan haar dood koningin-gemalin van Portugal. Ze behoorde tot het huis Aviz.

## Levensloop
Isabella was een dochter van hertog Peter van Coimbra uit diens huwelijk met Isabella, dochter van graaf Jacobus II van Urgell. Haar vader trad op als regent van Portugal tijdens de minderjarigheid van haar neef Alfons V (1432-1481).
Naar verluidt werden Alfons V en Isabella verliefd op elkaar. Hun verloving in 1445 veroorzaakte een conflict tussen haar vader en hertog Alfons I van Bragança, die wenste dat Alfons V met een van zijn kleindochters zou huwen. Op 6 mei 1447 vond het huwelijk van Alfons en Isabella plaats. Als inkomen kreeg ze Santarém, Alvaiázere, Sintra en Torres Vedras toegewezen. Ook mocht Isabella zich vanaf dan koningin-gemalin van Portugal noemen.
In 1448 stelde Alfons V Alfons I van Bragança aan als zijn adviseur. Isabella's vader Peter van Coimbra viel in ongenade en werd beschuldigd van hoogverraad. Dit leidde tot een burgeroorlog waarin Peter sneuvelde, waarna haar broer Johan in ballingschap werd gestuurd. Isabella zelf bleef in de gunst van de koning en beheerde het hertogdom Coimbra tot haar broer in 1454 mocht terugkeren naar Portugal. In 1455 werd haar vader in eer hersteld en hield Isabella een grote ceremonie om haar vader te herdenken, die bekroond werd met zijn grandioze herbegrafenis. Isabella overleed korte tijd later, in december 1455, en werd bijgezet in het klooster van Batalha. Mogelijk werd ze vergiftigd.

## Nakomelingen
Isabella en haar echtgenoot Alfons V hadden drie kinderen:
- Johan (1451)
- Johanna (1452-1490), kloosterzuster, werd in 1693 zalig verklaard door paus Innocentius XII.
- Johan II (1455-1495), koning van Portugal.